# 八千代市立阿蘇米本学園
八千代市立阿蘇米本学園（やちよしりつ あそよなもとがくえん）は、千葉県八千代市にある公立の義務教育学校。2022年4月に開校し、現在、八千代市内で唯一の義務教育学校となっている。

## 概要
八千代市立阿蘇米本学園は、八千代市立阿蘇中学校、阿蘇小学校、米本小学校、米本南小学校の中学校1校小学校3校が統合し、開校した。
千葉県内では、市川市立塩浜学園、成田市立下総みどり学園、成田市立大栄みらい学園に次ぎ、4番目に開校した義務教育学校である。

## 沿革
出典
- 2022年（令和4年）
  - 4月1日 - 開校。開校時点の児童数は345名、生徒数は147名の計492名。
  - 4月6日 - 校内開校式挙行。
  - 4月7日 - 第1回入学式挙行。最初の新入生は55名。
- 2023年（令和5年）3月10日 - 第1回卒業式挙行。最初の卒業生は46名。

## アクセス
- 東洋バス米本団地線で、「八千代松陰高校前」停留所か「八千代リハビリテーション病院」停留所下車後、徒歩。
- なお、2024年9月30日までは、阿宗橋線「阿蘇中学校」停留所が学校最寄り停留所だったが、翌10月1日から運行経路変更により、「阿蘇中学校」停留所は廃止された[3]。

## 周辺
- 八千代市消防本部東消防署
- 東洋モータースクール - 敷地が隣接
- 東洋バス新山車庫
- 八千代松陰中学校・高等学校
- 八千代中央霊園
- 特別養護老人ホームほうゆうの里
- 千葉英和高等学校